# (400375) 2007 WP63
(400375) 2007 WP63 es un asteroide perteneciente al cinturón de asteroides descubierto el 21 de noviembre de 2007 por el equipo del Catalina Sky Survey desde el Catalina Sky Survey, Arizona, Estados Unidos.

## Designación y nombre
Designado provisionalmente como 2007 WP63.

## Características orbitales
2007 WP63 está situado a una distancia media del Sol de 2,711 ua, pudiendo alejarse hasta 3,060 ua y acercarse hasta 2,362 ua. Su excentricidad es 0,128 y la inclinación orbital 24,76 grados. Emplea 1630,90 días en completar una órbita alrededor del Sol.

## Características físicas
La magnitud absoluta de 2007 WP63 es 16. 